# ジャヴァード・オウジー
ジャヴァード・オウジー（ペルシア語: جواد اوجی、英語: Javad Owji、1966年7月24日 - ）は、イランの石油技術者、政治家で、2021年8月25日より2024年8月21日まで石油大臣を務めた。

## 幼少期と教育
オウジーは1966年にマシュハドで生まれた。アフヴァーズの石油工科大学で石油工学学士を取得した。

## 経歴
1980年より、オウジーは石油関係の官公庁に勤務。マフムード・アフマディーネジャード大統領の政権2期目に当たる2009年から2013年にかけて、石油副大臣及びイラン国営ガス会社（NIGC、イランガス公社）代表を務めた。また、ガス生産精製監督委員会委員長、ペトロモフィード石油ガス開発ホールディング副会長など、石油関連の様々なポストを歴任した。
オウジーは、2021年8月11日にエブラーヒーム・ライースィー大統領より石油大臣に指名された。8月25日、マジュレスは賛成198票、反対70票、棄権18票でオウジーの指名人事を承認。ビージャン・ナームダール・ザンゲネの後任として石油大臣に就任した。

## 日本との関係
2022年9月22日、来たる27日に実施予定の故安倍晋三国葬儀にオウジー石油大臣がイラン代表として参列することが、日本国外務省により発表された。早くも24日にテヘランを発って、国際石油開発帝石の北村俊昭CEO、エネオス・ジャパンの齋藤猛CEO、不二製油の山本CEO、日本貿易保険（NEXI）の寺村英信常務取締役、三菱商事次世代燃料・石油事業本部長の羽場広樹、丸紅の幹部など日本の石油関連企業重役と相次いで会談し、国葬前日の26日に東京で開催されたアジアグリーン成長パートナーシップ閣僚会合（AGGPM）にも参加してイラン石油事業への投資を求めた。国葬参列後の28日、東京で林芳正外務大臣および西村康稔経済産業大臣とそれぞれ個別に会談した。